# Conradina grandiflora
Conradina grandiflora é uma espécie de planta angiosperma conhecido pelo nome comum de Grande flor de Alecrim. É endêmica para Flórida, nos Estados Unidos, onde ocorre no cume do litoral atlântico. Sua distribuição se estende por Brevard, Broward, Dade, Highlands, Indian River, Martin, Osceola, Palm Beach, Polk, St. Lucie e Volusia. Este aromático arbusto geralmente cresce até cerca de 1,5 metros de altura máxima, mas pode atingir dois metros. Cada flor tem um tingido de marrom cálice nas pontas das sépalas. A corola da flor tem cerca de 2 centímetros de comprimento. Na cor mais escura com manchas de lavanda. Esta espécie possui as maiores flores do gênero Conradina. Esta planta cresce em dunas e em outras formas de relevo, com profundidade, solos arenosos, muitas vezes perto da costa. A principal ameaça à espécie é a perda do habitat do matagal da Flórida. Ele está sendo reivindicado para o desenvolvimento do uso habitacional, comercial e pomares de citros.  Ele carrega um status de ameaça no estado da Flórida, mas não é listado pelo governo federal.